# Henning Aggerholm
Henning Aggerholm (født 23. september 1952) er en tidligere dansk gymnasielærer og rektor. Han var rektor for Maribo Gymnasium i 16 år fra 1994 til 2010 og satte i høj grad sit præg på gymnasiets bygninger og undervisning. I 2010 måtte han trække sig tilbage som 57-årig efter gentagne hjerteproblemer og -operationer.

## Levnedsløb
Henning Aggerholm voksede op på en lille gård mellem Aarsballe og Klemensker på Bornholm. Han blev student fra Rønne Statsskole i 1972. Han ville egentlig gerne læse geologi eller ingeniørvidenskab, men blev afskrækket på grund af den høje arbejdsløshed. Derfor læste han i stedet idræt og historie ved Københavns Universitet for så bagefter at finde ud af, at arbejdsløsheden for historikere var blevet meget høj. Han fortalte senere i et interview med Bornholms Tidende, at hans erfaringer havde fået ham til at sige til sine egne elever, at de aldrig skulle rette sig efter de råd, de fik, for der er ingen, der ved, hvad der sker i morgen.
På idrætsstudiet mødte han sin senere kone Lotte Kraeutler. Hun blev bagefter ansat på Nykøbing Katedralskole, og senere fulgte Henning efter som idrætslærervikar. Han blev snart fastansat og blev i alt gymnasielærer på katedralskolen i 16 år. Efter en rejse til USA blev han dog grebet af kulturen der, lagde sin tidligere ungdomsmodstand mod kapitalismen på hylden og søgte og fik et job som managementkonsulent i rekrutteringsfirmaet Mercury Urval. Han var dog ikke nogen god sælger, og to år senere kom han tilbage som souschef på Nykøbing Katedralskole. I et halvt år var han konstitueret rektor på katedralskolen, og den oplevelse gav ham blod på tanden til at søge den ledige stilling som rektor på Maribo Gymnasium efter Alice Pedersen, der var rektor fra 1984 til 1994. I 1994 tiltrådte han som rektor på Maribo Gymnasium, hvor han blev i de næste 16 år til 2010. Fra 1997 blev han desuden formand for Uddannelsesrådet i Maribo.

### Rektor på Maribo Gymnasium
Som rektor stod Aggerholm i spidsen for en udbygning af gymnasiet. I 1999 blev det gennemgribende nyrenoveret. I hans tid blev der desuden gennemført en række forsøg med særlige tiltag på gymnasieuddannelsen. I 1997 tilbød Maribo Gymnasium således som det første gymnasium i Danmark en forsøgsordning med en fireårig såkaldt "grøn studentereksamen", hvor eleverne udover en almindelig studentereksamen også gennemførte dele af andre uddannelser, bl.a. landbrugets grunduddannelse med et 12 ugers ophold på den nærliggende Næsgaard Agerbrugsskole. Kort før hans afgang som rektor præsenterede Aggerholm et samarbejde med Team Sydhavsøerne og Sportscollege Lolland-Falster om et særligt skræddersyet undervisningsforløb for unge elitehåndholdspillere. Året forinden havde han været medinitiativtager til en ordning, der gav eleverne på Maribo og Nakskovs gymnasier særlig teoretisk og praktisk undervisning i klimaproblemer med udgangspunkt i de mange fuldskalatest og forskningsanlæg for den grønne omstilling, som var under opførelse i Lolland Kommune på det tidspunkt.
I et fødselsdagsportræt på hans 60-års-dag skrev Politiken, at eleverne var hans omdrejningspunkt i hans tid som rektor, og især var han optaget af de mange elever fra hjem, der ikke havde tradition for en studenterhue. Han kendte alle eleverne og talte med alle, der fik det svært, og også med deres forældre, hvis de havde overskud til at støtte det unge menneske. Derfor blev han også stolt over, at Ugebrevet A4 i 2006 udpegede Maribo Gymnasium til landets bedste gymnasium udenfor hovedstaden målt på eksamenskarakterer, lavt frafald og den andel af eleverne, der læste videre. På alle disse parametre klarede Maribo Gymnasiums unge sig over forventning. Aggerholms forklaring var, at det skyldtes engagerede lærere og klare forventninger fra gymnasiets side til eleverne. Halvdelen af eleverne på Maribo Gymnasium kom fra familier, hvor studentereksamener typisk ikke er en tradition. 20 procent kom fra familier, hvor det var stærkt usædvanligt, mens hver tiende havde en familiær baggrund, der gjorde det uforståeligt, at de kunne klare sig gennem. Derfor udviklede skolen i Aggerholms rektorperiode forskellige tiltag, der kunne hjælpe elever, der havde det svært i gymnasiet. Det var blandt andet hyppige samtaler, mentorordninger og i særlige tilfælde psykologhjælp.
I skolens 75-års-jubilæumsskrift, der udkom to år efter, at Aggerholm var holdt op som rektor, uddybede han, hvad han mente var det centrale i MG's ånd: Der blev stillet store krav, men samtidig var lærerne dygtige og reelt interesserede i at hjælpe eleverne videre uanset deres baggrund. Samtidig var der stor frihed for og tillid til eleverne samt en gensidig respekt: "Eleverne blev bevidst betragtet som succesrige sygeplejersker, læger, direktører, økonomer og kunstnere om 10-20 år, men uden at de selv vidste det endnu".
Aggerholm fik en blodprop som 41-årig og fik siden flere hjerteproblemer og -operationer. Til sidst sagde lægerne, at han ikke kunne fortsætte med sit krævende rektorjob, og i 2010 måtte han derfor som 58-årig nødtvungent trække sig tilbage fra stillingen. Hans afsked blev markeret med en reception på gymnasiet, hvor rækken af talere ifølge Lolland-Falsters Folketidende gik langt ud over den første time, da kolleger, samarbejdspartnere og tidligere elever takkede Aggerholm, som avisen betegnede som en karismatisk leder.

### Seniortilværelse
Aggerholm havde i nogle år efter afskeden fra gymnasiet et deltidsjob som skolekonsulent i Lolland Kommune. Han var desuden medlem af Fuglsang Kunstmuseums bestyrelse og formand for Kulturværket i Maribo. I familiens sommerhus på Bornholm var han optaget af kunst og kunsthåndværk, og 2012-2014 læste han kunsthistorie på Åbent Universitet.
Dagen efter, at han som 65-årig var gået helt på pension fra sit job i kommunen, faldt han af cyklen med hjertestop og vågnede fem dage efter på Rigshospitalet.
Som led i sin genoptræning kastede Aggerholm sig over at lave keramik, ofte med materialer som granit og ler, som han først fandt i den bornholmske undergrund. Han har lavet flere udstillinger på Bornholm og på Falster, hvor han er bosat i Gåbense.

## Henning Aggerholms studierejselegat
"Rektor Henning Aggerholms studierejselegat" uddeles hvert år på Maribo Gymnasium til en af årets studenter. Legatets formål er at give modtageren mulighed for en kortere studierejse forud for optagelsen på en lang videregående uddannelse.